# 希特勒的肚子
《希特勒的肚子》是话剧导演孟京辉于2011年推出的第三部荒诞派戏剧，5月在中国国家话剧院东方先锋剧场首演；10月在廣州星海音樂廳室內樂廳巡演。后启动全国巡演。话剧的首次演出获得了大多观众的认可。

## 剧情简介
1945年，德国，二战激战正酣，在战结束前100天，苏联军队进攻柏林，已56岁的老希特勒的肚子越来越大，他的私人医生告诉他他怀孕了。为了不让别人知道这件事情，想出各种办法遮掩这个事实。

## 主创人员
- 导演：孟京辉
- 舞美设计：张武
- 灯光设计：王琦

## 演员
- 领衔主演：刘晓晔
- 演员：吴洲凯、王印、张聪平子、迟飞

### 引用
1. ↑  .   [2011-05-13]. （原始内容存档于2019-08-19）.
2. ↑  .   [2011-10-16]. （原始内容存档于2019-08-13）.
3. ↑  .   [2011-10-16]. （原始内容存档于2019-08-15）.